# Mercury Marauder
O Mercury Marauder era uma série de automóveis feitos pela Mercury, uma divisão da Ford Motor Company.